# René de Saint-Périer
René de Saint-Périer, comte de Poilloüe de Saint-Périer, est un naturaliste, archéologue et préhistorien français né le 18 août 1877 à Huisseau-sur-Cosson et mort le 12 septembre 1950 au château de Morigny-Champigny.
Il est également l'auteur d'une chronique sur la ville d’Étampes et le conservateur du Musée d’Étampes.
Le comte et sa femme Suzanne explorent de nombreuses grottes préhistoriques et découvrent en 1922 la Vénus de Lespugue dans la grotte des Rideaux, sur le site des grottes de la Save à Lespugue (Haute-Garonne).
Ses traits nous restent fixés par un dernier portrait dû à Émile Bouneau en juillet 1950.

## Biographie
Il naît le 18 août 1877 au château de Biou à Huisseau-sur-Cosson entre Blois et Chambord dans le Loir-et-Cher. Il est le fils du comte Jean Guy de Poilloüe de Saint-Périer et de Maximilienne Marie Jeanne de Kergorlay. Il a un frère, Urbain Florian Marie, né le 21 août 1881.
Leur père meurt en 1885 de la tuberculose, à 42 ans. Leur mère périt dans l'incendie du Bazar de la Charité le 4 mai 1897. Leur oncle maternel, François César Marie Florian comte de Kergorlay, devient leur tuteur.
René étudie la médecine à Paris de 1898 à 1903, avec le but de se spécialiser en biologie ; mais sa vue défaillante lui interdit l'usage du microscope et il se tourne vers l'archéologie et la préhistoire.
Appelé sous les drapeaux en 1914, il est réformé à cause de ses troubles de vision mais se réengage volontairement comme médecin en 1915. Médecin-major pendant la Première Guerre mondiale, il rencontre Suzanne Raymonde François, infirmière à l'époque, qui a fait des études secondaires puis supérieures en lettres, histoire et arts. Ils se marient peu après la guerre.

### Explorations

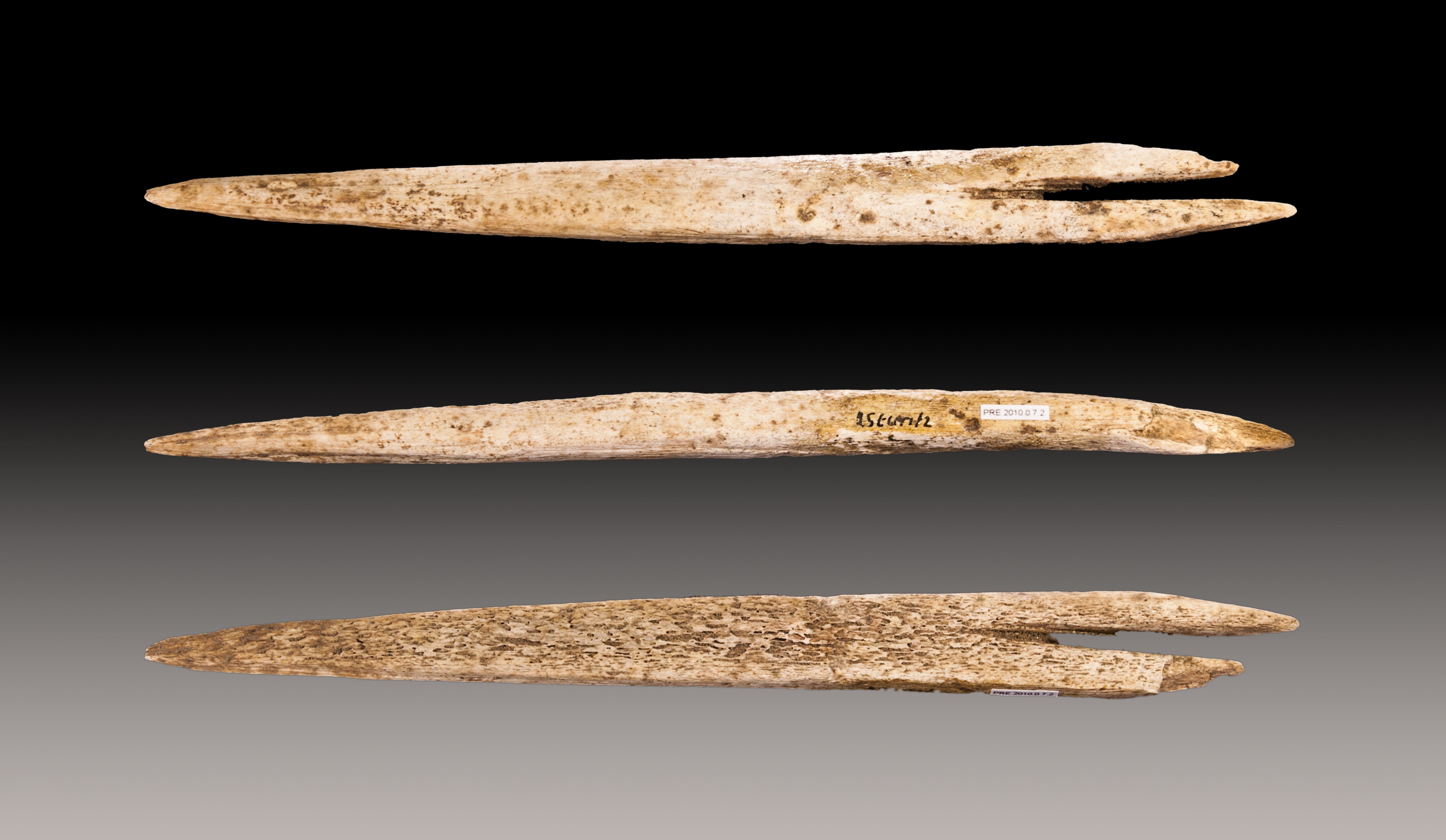
Pointe de sagaie, Isturitz,
Muséum de Toulouse

Sa première exploration est sur le site gallo-romain de Souzy-la-Briche en Seine-et-Oise ; il y trouve une très belle mosaïque qu'il donne au musée d'Étampes en 1911.
1911 est aussi l'année où il fait ses premières fouilles aux grottes de Lespugue, et en 1914 il est aux grottes de Montmaurin (Haute-Garonne) ; mais il y est interrompu par le début de la guerre. Le conflit terminé, il y revient avec son épouse Suzanne et le couple découvre en 1922 la « Vénus de Lespugue », conservée de nos jours au Musée de l'Homme. En 1922 ils fouillent de nouveau la « brèche à Machairodus » de la grotte Boule sur le site de Montmaurin.
Les Saint-Périer fouillent ensuite la grotte d'Isturitz (à partir de 1928) et d'autres lieux en Ardèche et dans les Basses-Pyrénées.

### Postes occupés
Il est président de la Société des amis du musée d'Étampes dès 1914, puis conservateur de ce musée le 19 mai 1931 en remplacement de M. Girondeau, décédé. Il est aussi trésorier de la Société d'anthropologie de Paris de 1923 à 1926, Auxiliaire de l'Académie des inscriptions et belles-lettres pour la carte archéologique de la Gaule romaine à partir du 1er décembre 1927, et il est mort président honoraire de la Société préhistorique française.
Il est aussi membre de la Commission nationale des monuments historiques et président du conseil d’administration et du Comité de perfectionnement de l'Institut de paléontologie humaine.

## Publications
Voir une « liste exhaustive des publications du comte de Saint-Périer », sur corpusetampois.com. 

Voir une « liste exhaustive des publications de la comtesse de Saint-Périer », sur corpusetampois.com.
- Son principal ouvrage est un livre sur les grottes d'Isturitz et d'Oxocelhaya (Paris, Masson 1930-1952) 
  - Tome 1 : Le Magdalénien de la Salle Saint-Martin, 1930
  - Tome 2 : Le Magdalénien de la grande salle, 1936
  - Tome 3 : Les Solutréens, les Aurignaciens et les Moustériens, 1952
- L’art préhistorique : Époque paléolithique, Paris, Reider, 1932
- [1938] René de Saint-Périer, La Grande Histoire d'une petite ville : Étampes, 1938 (réimpr. 1964-1969, Bulletin municipal d'Étampes ; 2004, Lorisse), 142 p., sur corpusetampois.com (lire en ligne).